# Flux of Pink Indians
Flux of Pink Indians (с англ. — «поток розовых индейцев») — британская анархо-панк-группа, образованная в Хартфордшире, Англия, в 1980 году участниками панк-группы The Epileptics — гитаристом Колином Леттером и басистом Дереком Биркеттом и исповедовавшая крайне левые, анархистские взгляды, находившиеся в полной гармонии с идеологией Crass, с чьим лейблом, Crass Records группа в 1981 году подписала контракт. Выпущенный здесь дебютный мини-альбом группы Neu Smell стал инди-хитом (#2, 1981).
В 1983-1984 годах Flux of Pink Indians на собственном лейбле Spiderleg Records выпустили два студийных альбома, которые в списках UK Indie Chart поднялись до #1 (Strive to Survive Causing the Least Suffering Possible, 1983) и #2 (The Fucking Cunts Treat Us Like Pricks, 1984).
В 1986 году группа сократила название до Flux и с продюсером Эдрианом Шервудом записала третий альбом Uncarved Block, в котором от прежней асоциальной, анархистской тематики перешла к более философским темам, во многом связанным с дзен-буддизмом. Дерек Биркетт, покинув группу, основал успешный и авторитетный инди-лейбл One Little Indian Records.
В 1987 году Flux распались, но двадцать лет спустя — как первоначально предполагалось, для единственного концерта в поддержку Стива Игноранта, экс-вокалиста Crass — воссоединились. Концерт имел значительный резонанс и в 2008 году группа продолжила выступления.

## Участники
- Colin Latter (вокал)
- Derek Birkett (бас-гитара)
- Andy Smith (гитара)
- Neil Puncher (гитара)
- Sid Ation (ударные)
- Dave «Bambi» Ellesmere (ударные)
- Simon Middlehurst (гитара)
- Kevin Hunter (гитара)
- Martin Wilson (ударные)
- Louise Bell (гитара)
- Tim Kelly (гитара)

## Дискография

### The Licks
- 1970’s E.P. (1979, Stortbeat Records, 7", BEAT8)

### The Epileptics
- Last Bus To Debden EP (1981, Spiderleg, 7", SDL2) #17[3]
- 1970’s E.P. (1982, Spiderleg, 7", SDL1) (The Licks EP с Penny Rimbaud, Crass) #21

### Flux of Pink Indians
- Neu Smell EP (1981, Crass Records, 7", 321984-2) #2
- Strive to Survive Causing the Least Suffering Possible (1983, Spiderleg Records, LP, SDL8) #1 (UK Albums Chart #79)
- The Fucking Cunts Treat Us Like Pricks (1984, Spiderleg Records, DLP, SDL13) #2
- Neu Smell EP (1987, One Little Indian, 12", 12TPEP1) #30
- LiveStatement (2002, Overground Records, LP/CD)
- Fits and Starts (2003, Dr. Strange Records, CD)

### Flux
- Taking a Liberty EP (1985, Spiderleg Records, 7", SDL16) #5
- Uncarved Block (1987, One Little Indian Records, LP, TP1) #16
- Vision (1987, One Little Indian, 12", 12TP9)
- Not So Brave (1997, Overground, LP/CD, OVER67/OVER67CD)